# Сладководна риба пеперуда
Сладководната риба-пеперуда (Pantodon buchholzi, още африканска риба-пеперуда) е единственият вид от семейство Pantodontidae в разред Араваниди (Osteoglossiformes). Видът не е свързан със соленоводните риби пеперуди от семейство Chaetodontidae.

## Описание и поведение
Сладководната риба-пеперуда е малка по размери, не повече от 13 cm в дължина, с големи по размери гръдни перки. Притежава голям и богато кръвоснабден плавателен мехур, който ѝ позволява да диша въздух на повърхността на водата. Видът е хищник, основно изхранващ се с водни насекоми и по-малки рибки.
Сладководната риба-пеперуда се е специализирала в ловуване близо до повърхността на водата. Очите ѝ са приспособени за гледане вертикално нагоре, а извитата нагоре уста е специално адаптирана за улавяне на дребна плячка на повърхността на водата. Ако развие достатъчно скорост във водата, рибата-пеперуда може да изскочи над повърхността и да планира на близко разстояние с цел да избегне преследващ я хищник. Благодарение на уголемените си гръдни мускули, рибата движи гръдните си перки по време на летежа, с което умение е заслужила популярното си наименование „риба-пеперуда“. 
Когато се размножава, видът изхвърля голямо количество хайвер към повърхността на водата. Смята се, че оплождането се извършва вътрешно. Яйцата се излюпват след около 7 дни.

## Разпространение
Сладководната риба-пеперуда обитава сладководните басейни в Западна Африка, отличаващи се с леко повишена киселинност и годишна температура, варираща между 23 и 30 °C. Предпочитат места с бавно-движещи се или неподвижни води, с голямо количество растителност на повърхността на басейна, която им служи за прикритие. Обичайно са наблюдавани в езерото Чад, басейна на река Конго, по долните течения на реките Нигер и Огоуе, горното течение на река Замбези. Забелязвани са в делтата на Нигер, и долното течение на река Крос в Нигерия.

## Като аквариумен вид
Видът се отглежда в големи по размери аквариуми, покрити отгоре с оглед навикът на тези риби да изскачат и да планират над водата. Тъй като индивидите може да проявяват агресия към други видове или помежду си в конкуренция за водната повърхност, се препоръчва в аквариума да се отглежда само по един индивид риба-пеперуда. Предпочитат аквариуми с живи растения, особено такива, които се развиват на повърхността, поради местата за криене, които им дават. Изискванията при отглеждане на сладководна риба-пеперуда са за вода с pH 6.9 – 7.1, и KH от 1 – 10. Нападат всякакви по-малки рибки, които могат да се поберат в устата им, затова се препоръчва внимателен подбор на съжителстващите с тях видове. Избягват да ядат пелетирана храна за рибки.